# 苏新添
苏新添（1943年11月—），福建永春人，中华人民共和国政治人物。
早年担任福建省永春县一都美岭村村委会主任、党支部书记，带领全村致富，一时为全国舆论美谈。1994年，担任美岭企业（美岭集团）董事长。中共第15、16届中央候补委员。